# ACBS-English-Billiards-Asienmeisterschaft
Die ACBS-English-Billiards-Asienmeisterschaft ist die kontinentale Meisterschaft Asiens im English Billiards, die zunächst einmalig Mitte der 1980er sowie seit 2002 regelmäßig von der Asian Confederation of Billiard Sports (ACBS) ausgetragen wird. Rekordsieger ist der Inder Pankaj Advani mit acht Titeln.

## Geschichte
Eine erste Asienmeisterschaft im English Billiards fand entweder 1986 oder 1987 statt. Gewonnen vom Inder Geet Sethi, blieb es aber zunächst bei dieser einzigen Ausgabe. Erst seit 2002 veranstaltete die Asian Confederation of Billiard Sports das Turnier wieder regelmäßig. Seitdem findet es jährlich statt (ausgenommen 2004, 2020 und 2021). Dominiert wird das Turnier von Indien, das mehrheitlich für die Austragung der bisherigen Ausgaben verantwortlich war und dessen Spieler zahlreiche Ausgaben gewinnen konnten. Mit dem Singapurer Peter Gilchrist (2007) und den Myanmaren Aung San Oo (2006) und Nay Thway Oo (2019) siegten nur dreimal nicht-indische Teilnehmer. Mit dem neunfachen Sieger Pankaj Advani kommt daher auch der Rekord-Asienmeister aus Indien.

## Sieger
| Jahr                        | Austragungsort                       | Sieger                               | Ergebnis                             | Finalist                             | Halbfinalisten (Anm. 1)              |           |
| --------------------------- | ------------------------------------ | ------------------------------------ | ------------------------------------ | ------------------------------------ | ------------------------------------ | --------- |
| 1986 o. 1987                | Bombay                               | Geet Sethi                           | unbek.                               | Subhash Agarwal                      | unbekannt                            |           |
| 1987–2001: keine Austragung |                                      |                                      |                                      |                                      |                                      |           |
| 2002                        | Bangalore                            | Ashok Shandilya                      | 5:4                                  | Pankaj Advani                        | unbekannt                            | unbekannt |
| 2003                        | Rangun                               | Devendra Joshi                       | unbek.                               | Kyaw Oo                              | unbekannt                            | unbekannt |
| 2004                        | keine Austragung                     | keine Austragung                     | keine Austragung                     | keine Austragung                     | keine Austragung                     |           |
| 2005                        | Pune                                 | Pankaj Advani                        | 5:0                                  | Praprut Chaithanasakun               | unbekannt                            | unbekannt |
| 2006                        | Teheran                              | Aung San Oo                          | 5:0                                  | Devendra Joshi                       | unbekannt                            | unbekannt |
| 2007                        | Doha                                 | Peter Gilchrist                      | 5:2                                  | Thawat Sujaritthurakarn              | Nguyen Thanh Long                    |           |
| 2007                        | Doha                                 | Peter Gilchrist                      | 5:2                                  | Thawat Sujaritthurakarn              | Aung Htay                            |           |
| 2008                        | Rangun                               | Pankaj Advani                        | 5:4                                  | Rupesh Shah                          | Aung San Oo                          |           |
| 2008                        | Rangun                               | Pankaj Advani                        | 5:4                                  | Rupesh Shah                          | Praprut Chaithanasakun               |           |
| 2009                        | Pune                                 | Pankaj Advani                        | 5:3                                  | Peter Gilchrist                      | Praprut Chaithanasakun               |           |
| 2009                        | Pune                                 | Pankaj Advani                        | 5:3                                  | Peter Gilchrist                      | Nguyen Thanh Long                    |           |
| 2010                        | Indore                               | Pankaj Advani                        | 6:5                                  | Peter Gilchrist                      | Kyaw Oo                              |           |
| 2010                        | Indore                               | Pankaj Advani                        | 6:5                                  | Peter Gilchrist                      | Praprut Chaithanasakun               |           |
| 2011                        | Insel Kisch                          | Alok Kumar                           | 6:0                                  | Praprut Chaithanasakun               | Peter Gilchrist                      |           |
| 2011                        | Insel Kisch                          | Alok Kumar                           | 6:0                                  | Praprut Chaithanasakun               | Kyaw Oo                              |           |
| 2012                        | Panaji                               | Pankaj Advani                        | 6:3                                  | Thawat Sujaritthurakarn              | Praprut Chaithanasakun               |           |
| 2012                        | Panaji                               | Pankaj Advani                        | 6:3                                  | Thawat Sujaritthurakarn              | Devendra Joshi                       |           |
| 2013                        | Indore                               | Rupesh Shah                          | 6:4                                  | Alok Kumar                           | Thawat Sujaritthurakarn              |           |
| 2013                        | Indore                               | Rupesh Shah                          | 6:4                                  | Alok Kumar                           | Praprut Chaithanasakun               |           |
| 2014                        | Chandigarh                           | Sourav Kothari                       | 6:3                                  | Alok Kumar                           | Praprut Chaithanasakun               |           |
| 2014                        | Chandigarh                           | Sourav Kothari                       | 6:3                                  | Alok Kumar                           | Thawat Sujaritthurakarn              |           |
| 2015                        | Peking                               | Dhruv Sitwala                        | 6:3                                  | Pankaj Advani                        | Praprut Chaithanasakun               |           |
| 2015                        | Peking                               | Dhruv Sitwala                        | 6:3                                  | Pankaj Advani                        | Sourav Kothari                       |           |
| 2016                        | Colombo                              | Dhruv Sitwala                        | 6:2                                  | Bhaskar Balachandra                  | Siddharth Parikh                     |           |
| 2016                        | Colombo                              | Dhruv Sitwala                        | 6:2                                  | Bhaskar Balachandra                  | Peter Gilchrist                      |           |
| 2017                        | Chandigarh                           | Pankaj Advani                        | 6:3                                  | Sourav Kothari                       | Rupesh Shah                          |           |
| 2017                        | Chandigarh                           | Pankaj Advani                        | 6:3                                  | Sourav Kothari                       | Bhaskar Balachandra                  |           |
| 2018                        | Rangun                               | Pankaj Advani                        | 6:1                                  | Bhaskar Balachandra                  | Dhvaj Haria                          |           |
| 2018                        | Rangun                               | Pankaj Advani                        | 6:1                                  | Bhaskar Balachandra                  | Rupesh Shah                          |           |
| 2019                        | Chandigarh                           | Nay Thway Oo                         | 6:2                                  | Praprut Chaithanasakun               | Chit Ko Ko                           |           |
| 2019                        | Chandigarh                           | Nay Thway Oo                         | 6:2                                  | Praprut Chaithanasakun               | Pankaj Advani                        |           |
| 2020                        | keine Austragung (COVID-19-Pandemie) | keine Austragung (COVID-19-Pandemie) | keine Austragung (COVID-19-Pandemie) | keine Austragung (COVID-19-Pandemie) | keine Austragung (COVID-19-Pandemie) |           |
| 2021                        | keine Austragung (COVID-19-Pandemie) | keine Austragung (COVID-19-Pandemie) | keine Austragung (COVID-19-Pandemie) | keine Austragung (COVID-19-Pandemie) | keine Austragung (COVID-19-Pandemie) |           |
| 2022                        | Doha                                 | Pankaj Advani                        | 6:2                                  | Dhruv Sitwala                        | Pauk Sa                              |           |
| 2022                        | Doha                                 | Pankaj Advani                        | 6:2                                  | Dhruv Sitwala                        | Praprut Chaithanasakun               |           |
| 2023                        | Doha                                 | Pankaj Advani                        | 5:1                                  | Brijesh Damani                       | Pauk Sa                              |           |
| 2023                        | Doha                                 | Pankaj Advani                        | 5:1                                  | Brijesh Damani                       | Shrikrishna Suryanarayanan           |           |
| 2024                        | Riad                                 | Dhruv Sitwala                        | 5:2                                  | Pankaj Advani                        | Dhvaj Haria                          |           |
| 2024                        | Riad                                 | Dhruv Sitwala                        | 5:2                                  | Pankaj Advani                        | Sourav Kothari                       |           |